# دورا والسکا بکر
دورا والسکا بکر (انگلیسی: Dora Valesca Becker; ۷ مارس ۱۸۷۰ – ۱۹ مهٔ ۱۹۵۸) نوازنده ویولن اهل ایالات متحده بود.